# Linia M5 a metroului din București
Linia M5 a metroului din București este o magistrală nouă, concepută cu intenția ca Metrorex să deservească locuitorii cartierelor Drumul Taberei și Piața Iancului. Aceasta a fost plănuită să aibă ca stații finale Râul Doamnei și Valea Ialomiței, în cartierul Drumul Taberei și stația Pantelimon, în cartierul Pantelimon.
S-a propus ca magistrala 5 să fie realizată în 3 etape și nu 2, cât era prevăzut inițial: tronsonul Râul Doamnei - Eroilor 2 în prima etapă de execuție, Eroilor 2 - Piața Iancului, în etapa a doua și Piața Iancului-Pantelimon în etapa a treia.
Lucrările pentru prima etapă de execuție s-au încheiat imediat înainte de 15 septembrie 2020. Primăria a decis ca proiectul să nu mai lege Drumul Taberei de Pantelimon, ci să se oprească la Piața Iancului, din pricina existenței liniilor de tramvai STB care circulă între Piața Iancului și Pantelimon. Din această cauză, s-a convenit ca tronsonul Piața Iancului - Pantelimon să fie deschis în anul 2030. Până în anul 2023, au fost folosite 8 garnituri Bombardier Movia 346, redistribuite din parcul magistralei 3.
Magistrala M5 s-a deschis parțial pe 15 septembrie 2020, odată cu darea în folosință a secțiunii Râul Doamnei – Eroilor.

## Secțiunea Râul Doamnei-Eroilor
Prima licitație pentru realizarea magistralei 5, prima concepută integral după Revoluția din 1989, a fost lansată în noiembrie 2008 pentru tronsonul Râul Doamnei – Universitate, însă din lipsa mijloacelor financiare, a fost anulată în ianuarie 2010. În mai 2010 a fost aprobat în Camera Deputaților acordul de împrumut între Metrorex și Banca Europeană de Investiții, care fusese semnat în noiembrie 2009, pentru o sumă de 883 milioane de euro.
Conform estimărilor inițiale ale Metrorex, tronsonul de metrou Râul Doamnei – Universitate urma să aibă o lungime de 9,06 km și 14 stații de metrou. În stația Eroilor se realiza legătura cu Magistralele 1 și 3 de metrou, iar în stația Universitate se realiza legătura cu Magistrala 2. Numele și numărul stațiilor au cunoscut anumite modificări pe parcursul proiectului, în ultima variantă existând 10 stații și un depou. Ultima parte din tronsonul inițial, Eroilor–Universitate, a fost amânată, fiind inclusă în aceeași etapă ca și segmentul Universitate–Piața Iancului.

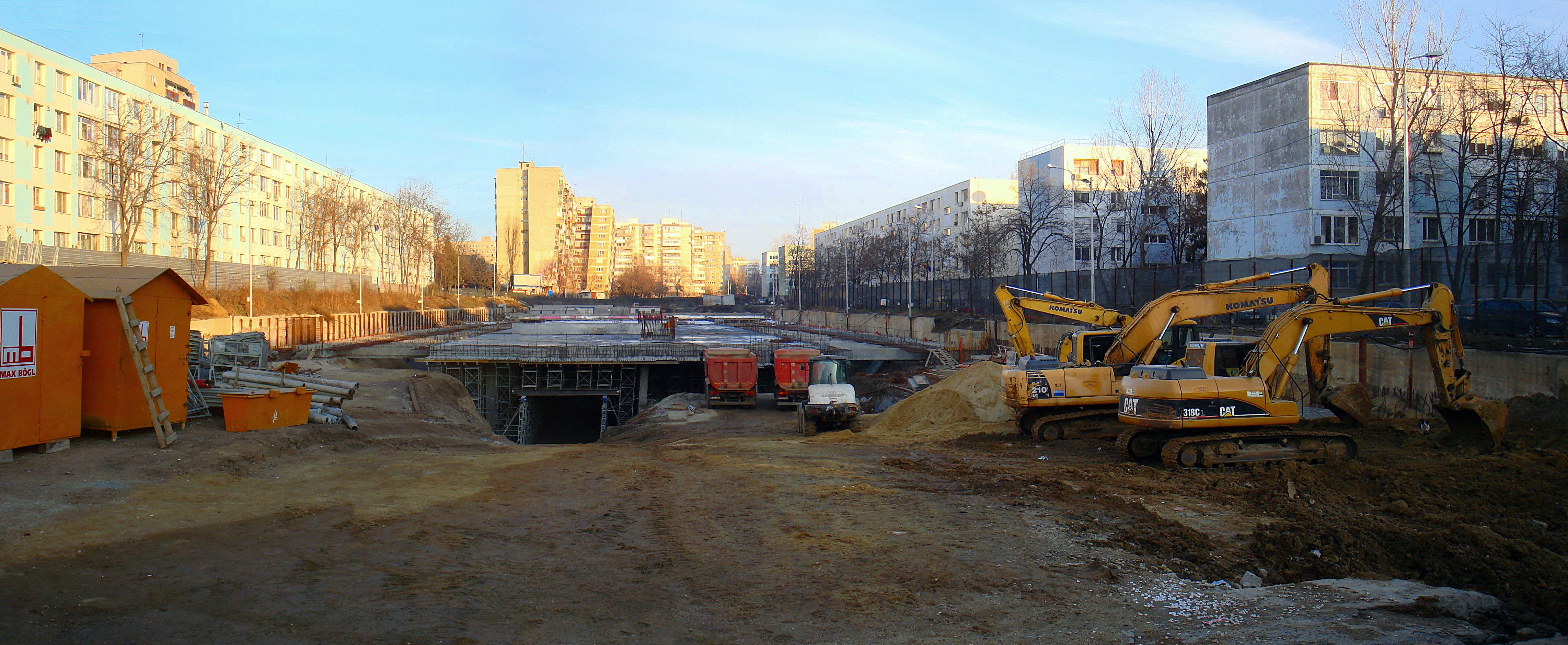
Șantierul pentru stația și Depoul Valea Ialomiței, Linia M5 metrou, la 28 decembrie 2013

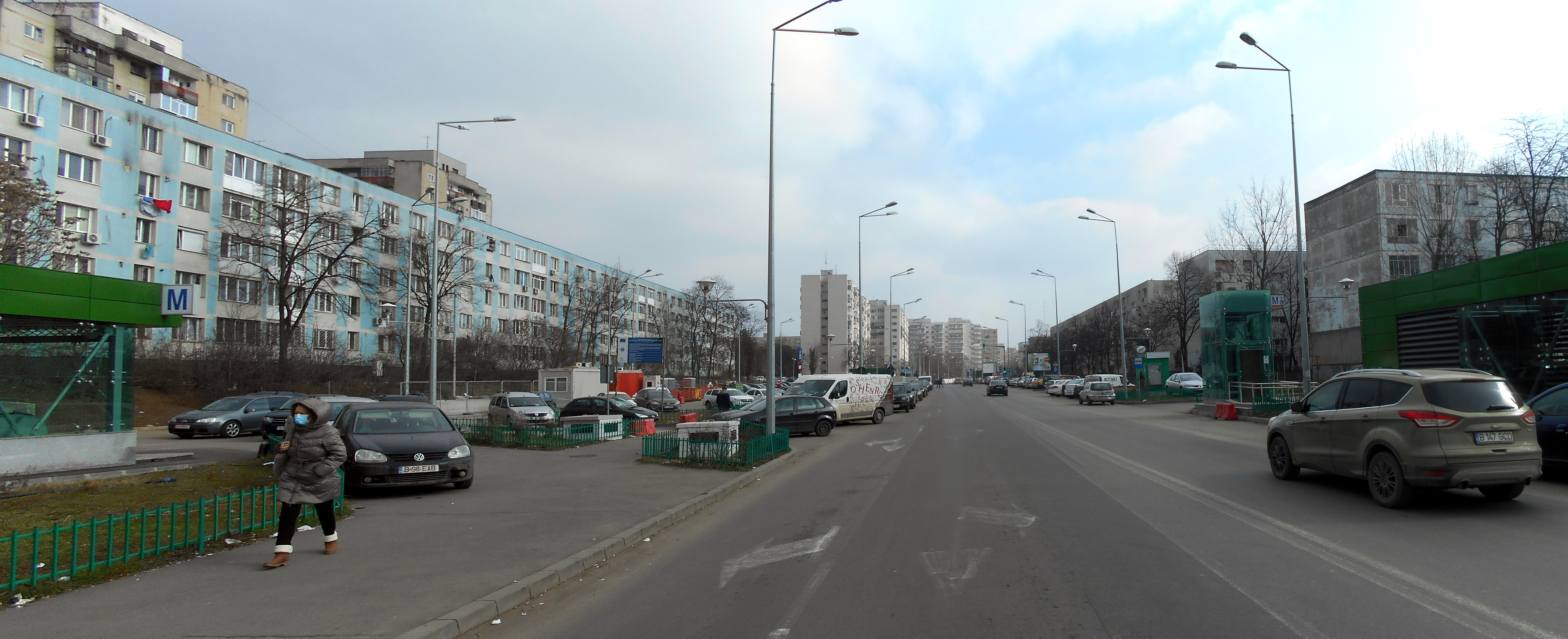
Stația Valea Ialomiței și strada ce trece deasupra Depoului Valea Ialomiței, Linia M5 metrou, la 21 februarie 2021

În ianuarie 2010 au fost lansate alte două licitații, pentru realizarea tunelurilor și stațiilor până la Eroilor, respectiv realizarea tunelului și depoului Valea Ialomiței, ai căror câștigători au fost anunțați în februarie și martie 2011. Lucrările au început în același an, însă alocările bugetare insuficiente din 2012 și 2013 au redus mult ritmul lucrărilor. În august 2013 acest proiect a fost inclus între proiectele care puteau beneficia de finanțare europeană.
Săparea efectivă a tunelurilor a început pe 25 septembrie 2013, până în iunie 2016 fiind realizate aproximativ 90% din lucrările de structură. În ianuarie 2015 mașinile de săpat tunele Varvara și Filofteia au terminat de forat galeriile de la stația Academia Militară până la Râul Doamnei, forate la o adâncime medie de 16 m. Ulterior aceste cârtițe au fost extrase printr-un PSS (Puț Scoatere Scut) și au fost transportate la Academia Militară unde au săpat spre Eroilor, și apoi spre PSSul de la Operă, cu distanța de 1,8 km. Construcția interstației Academia Militară–Eroilor a fost marcată de surparea pe 12 decembrie 2015 unei porțiuni din Bulevardul Eroilor ce a afectat și câteva clădiri din zonă. Traficul din zonă a fost deviat timp de mai multe luni, fiind evacuați și unii locuitori din zonă.
În anul 2015, Metrorex a semnat un contract pentru realizarea finisajelor și instalațiilor pentru secțiunea Râul Doamnei-Hașdeu cu o asociere formată din Astaldi, FCC Construccion (cele 2 firme care au realizat și lucrările de structură), UTI și Activ Group Management. Contractul pentru automatizare și siguranța circulației a fost semnat în aprilie 2019 cu Alstom, compania care se ocupă de mentenanța trenurilor de metrou.
Data estimată de dare în folosință a tronsonului până la Eroilor a fost amânată de mai multe ori, mai întâi pentru 2017, apoi pentru prima parte a anului 2018, martie 2019 și în cele din urmă sfârșitul anului 2019. În august 2019 și această dată a fost pusă sub semnul întrebării de o datorie a Metrorex către antreprenorul general. Segmentul Râul Doamnei - Eroilor a fost dat în folosință publicului pe 15 septembrie 2020, însă unele lucrări au fost finalizate de-abia în decembrie 2023.

## Secțiunile Eroilor - Piața Iancului și Piața Iancului- Pantelimon
M5 a fost fazată în mai multe tronsoane și secțiuni de-a lungul timpului: tronsonul Râul Doamnei – Universitate (în etapa I de execuție a fost construită până la Eroilor și în etapa a II-a va fi construită secțiunea Eroilor – Universitate) și tronsonul Universitate – Pantelimon, din care secțiunea până la Piața Iancului va fi realizată în etapa II. Realizarea ultimei secțiuni, dintre Piața Iancului și Pantelimon, a fost pusă sub semnul întrebării în 2016.
Pe 4 iulie 2012, Guvernul a adoptat un proiect de lege privind ratificarea unui contract de finanțare în valoare de 465 milioane euro pentru punerea în funcțiune a unei noi linii de metrou, pe ruta Universitate–Pantelimon. Secțiunea Eroilor–Universitate a fost amânată, fiind inclusă în aceeași etapă ca și segmentul Universitate–Piața Iancului.
Tronsonul va avea în total aproximativ 9 km de cale dublă și 12 stații, cu stație de corespondență cu magistrala 1 în stația Iancului. Conform raportului Metrorex din 2014, urma a fi realizat mai întâi tronsonul Iancului-Pantelimon și ulterior porțiunea din centrului orașului, între Eroilor și Iancului.:p. 42 Ulterior, din cauza refacerii liniei de tramvai dintre Piața Iancului și Pantelimon, prioritățile au fost schimbate, secțiunea Iancului-Pantelimon fiind amânată până în 2030 (conform altor surse construcția este chiar pusă sub semnul întrebării), iar porțiunea din centrul orașului a devenit prioritară, finalizarea fiind estimată în 2023.

## Date tehnice
Ca și restul rețelei de metrou din București, linia M5 este complet subterană. Rețeaua de contact este de 750V CC (intervalul admis fiind 600-950 V),:p. 10 alimentarea făcându-se prin a treia șină (în trafic) sau prin pantografe (în depouri). Viteza maximă este de 75 km/h, pe șine de tip 49 și tip 60, cu traverse de beton armat. Tunelele au fost realizate prin săpături cu scutul, iar stațiile au fost realizate exclusiv prin săpare de la suprafață (metoda „top-down”).
Trenurile acestei magistrale sunt întreținute în Depoul Valea Ialomiței, acolo unde se află și stația cu același nume.

## Material rulant

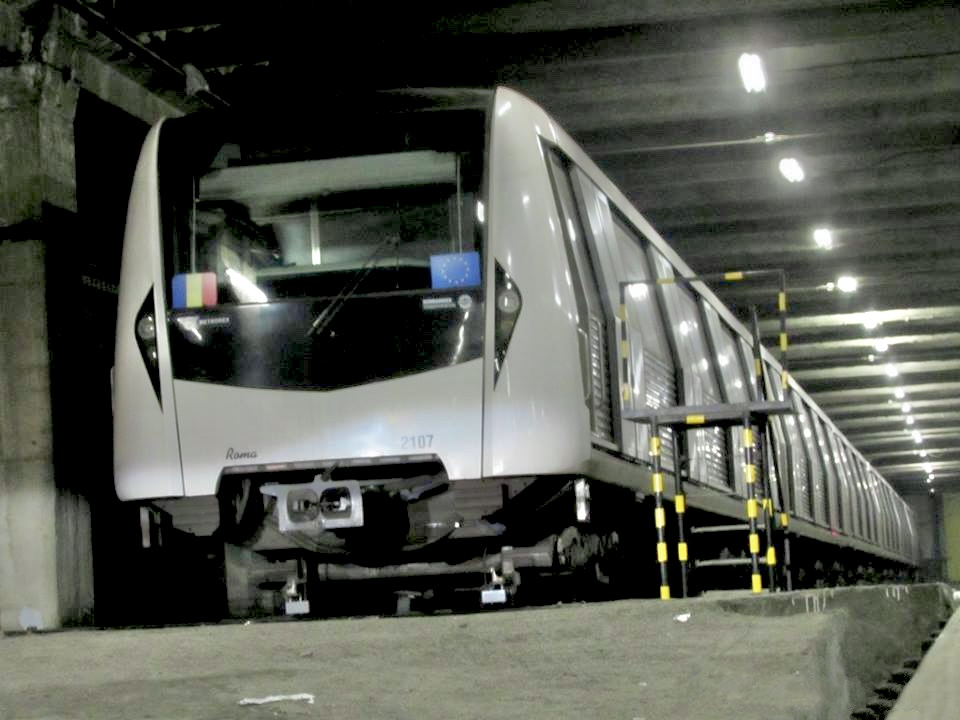
Tren Bombardier Movia

Pentru materialul rulant necesar întregii magistrale 5 a fost lansată în 2014 o licitație ce prevedea achiziția a 51 de rame. Licitația a fost câștigată de Construcciones y Auxiliar de Ferrocarriles (CAF), dar o investigație a DNA a dus la anularea licitației și la condamnarea unora din membrii comisiei de licitație.   În decembrie 2015 un angajat al Metrorex și unul al CAF au fost trimiși în judecată pentru oferirea de informații secrete către CAF, respectiv pentru instigare la folosirea de informații secrete fiind condamnați în primă instanță la închisoare cu suspendare.

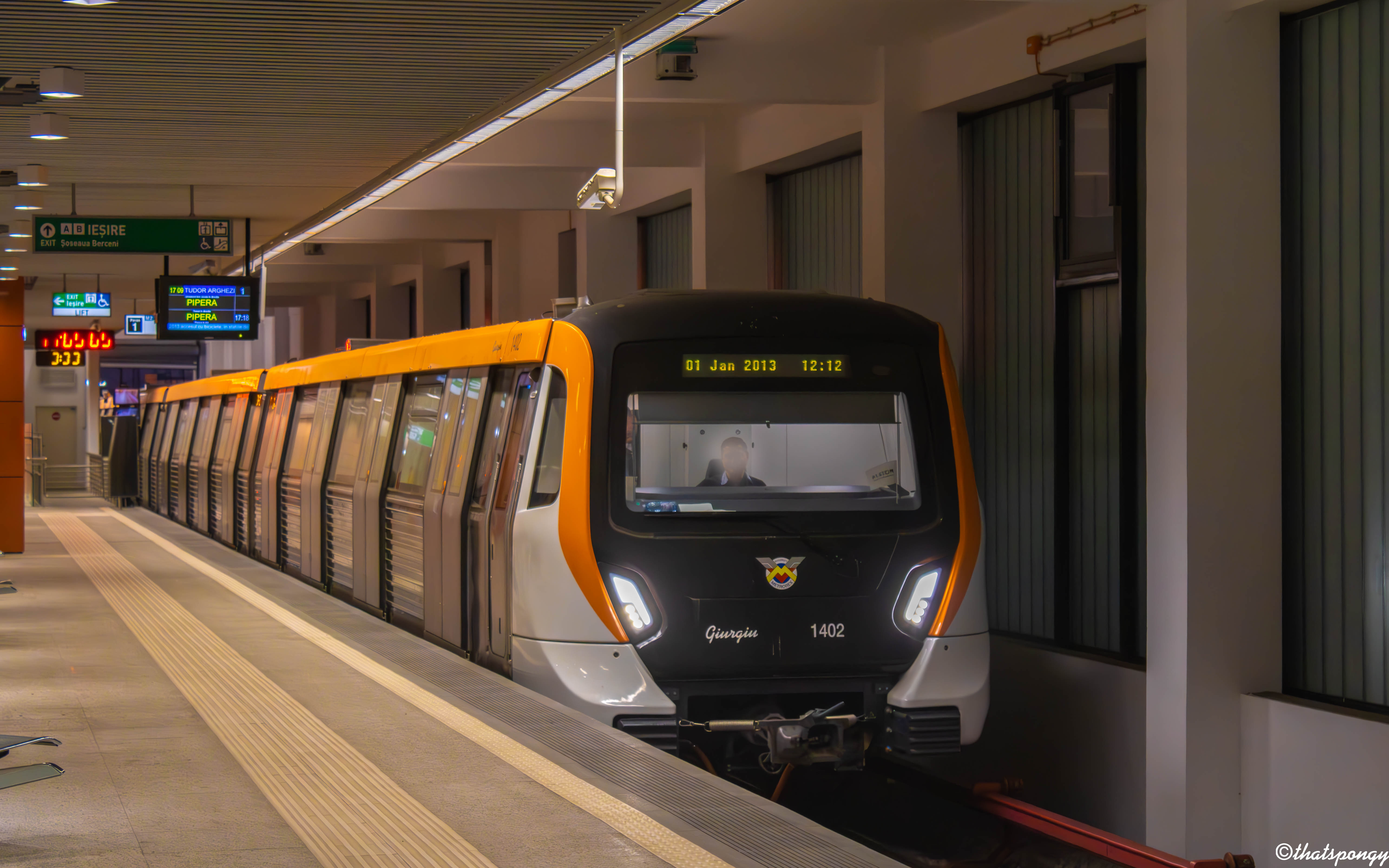
Tren Alstom Metropolis BM4

O nouă licitație pentru achiziția a 13 trenuri destinate secțiunii Râul Doamnei - Eroilor a fost lansată pe 22 martie 2019. Aceasta prevedea și achiziția unui simulator, a unui set de scule specializate, precum și opțiunea de a mai achiziționa încă 17 trenuri. Licitația a fost câștigată de Alstom, cu modelul Metropolis iar contractul a fost semnat pe 2 decembrie 2020, primele trenuri urmând să fie livrate în maxim 30 de luni. După mai multe amânări, în decembrie 2023 a fost avansat ca termen de livrare pentru primul tren martie 2024.
De la deschiderea din 2020, linia a fost deservită temporar de trenuri Bombardier Movia până la sosirea noilor trenuri Alstom Metropolis (în 2024).

## Galerie de imagini

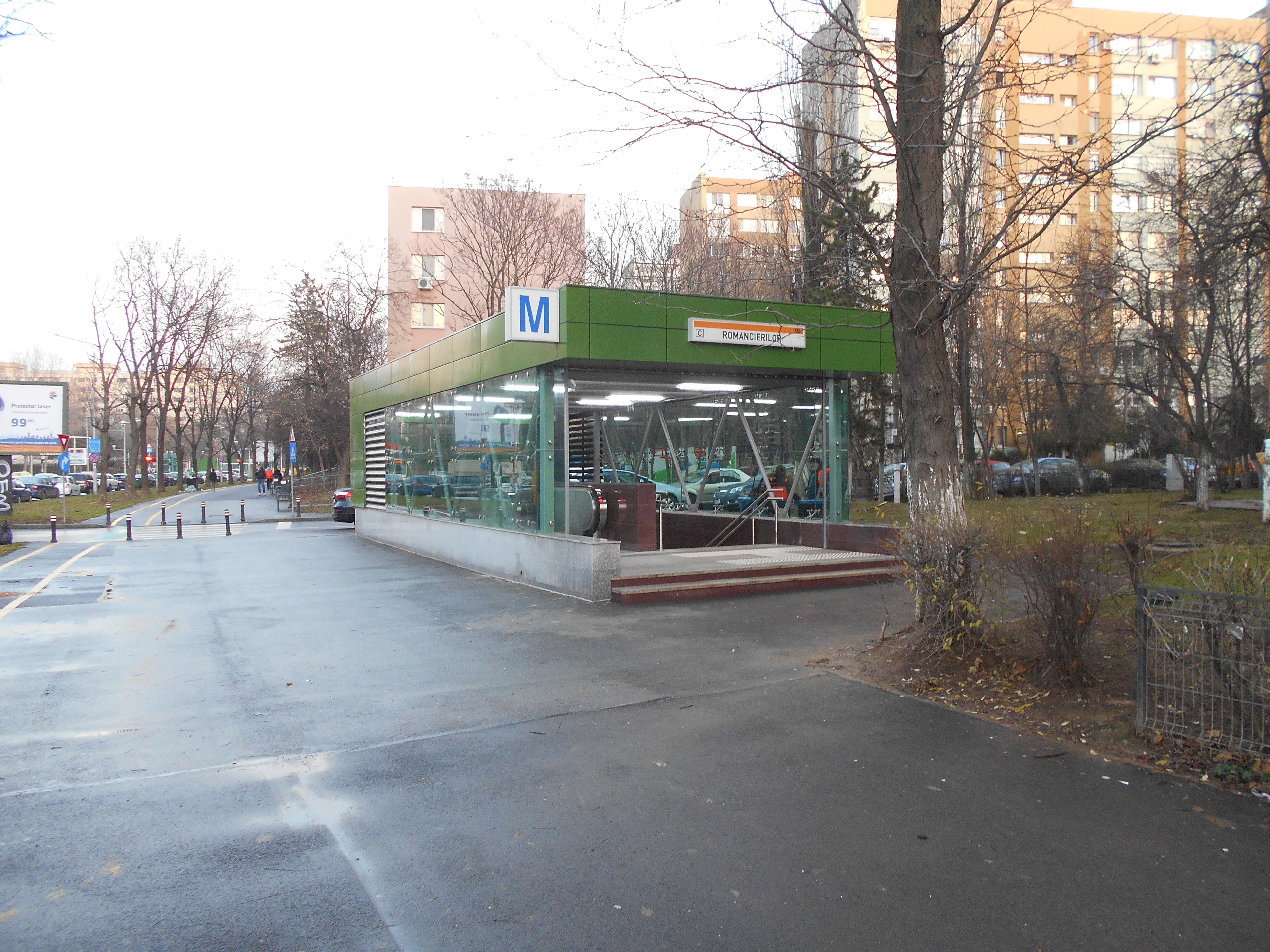
Stația Romancierilor, linia de metrou M5, București
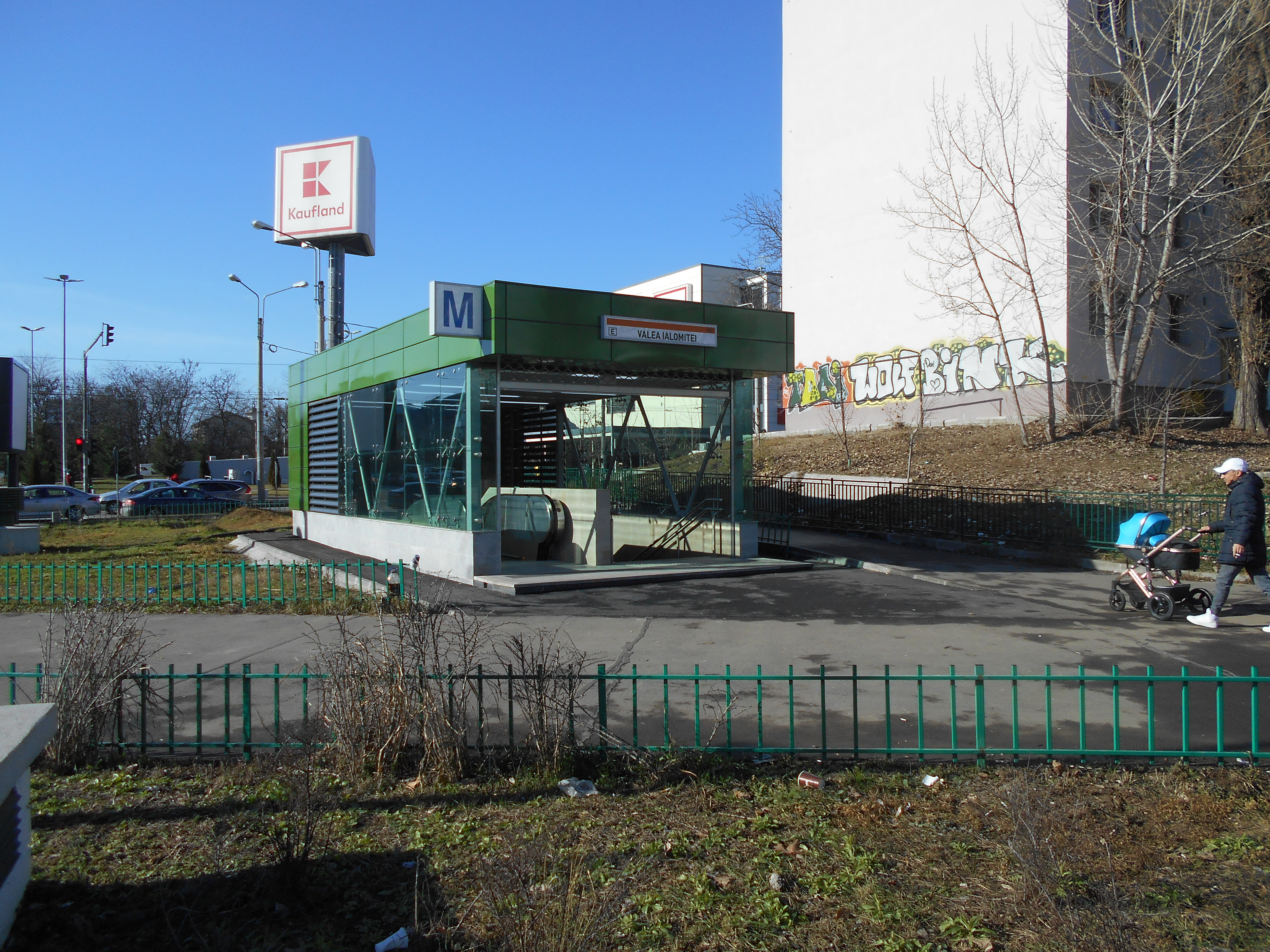
Stația Valea Ialomiței, linia de metrou M5, București
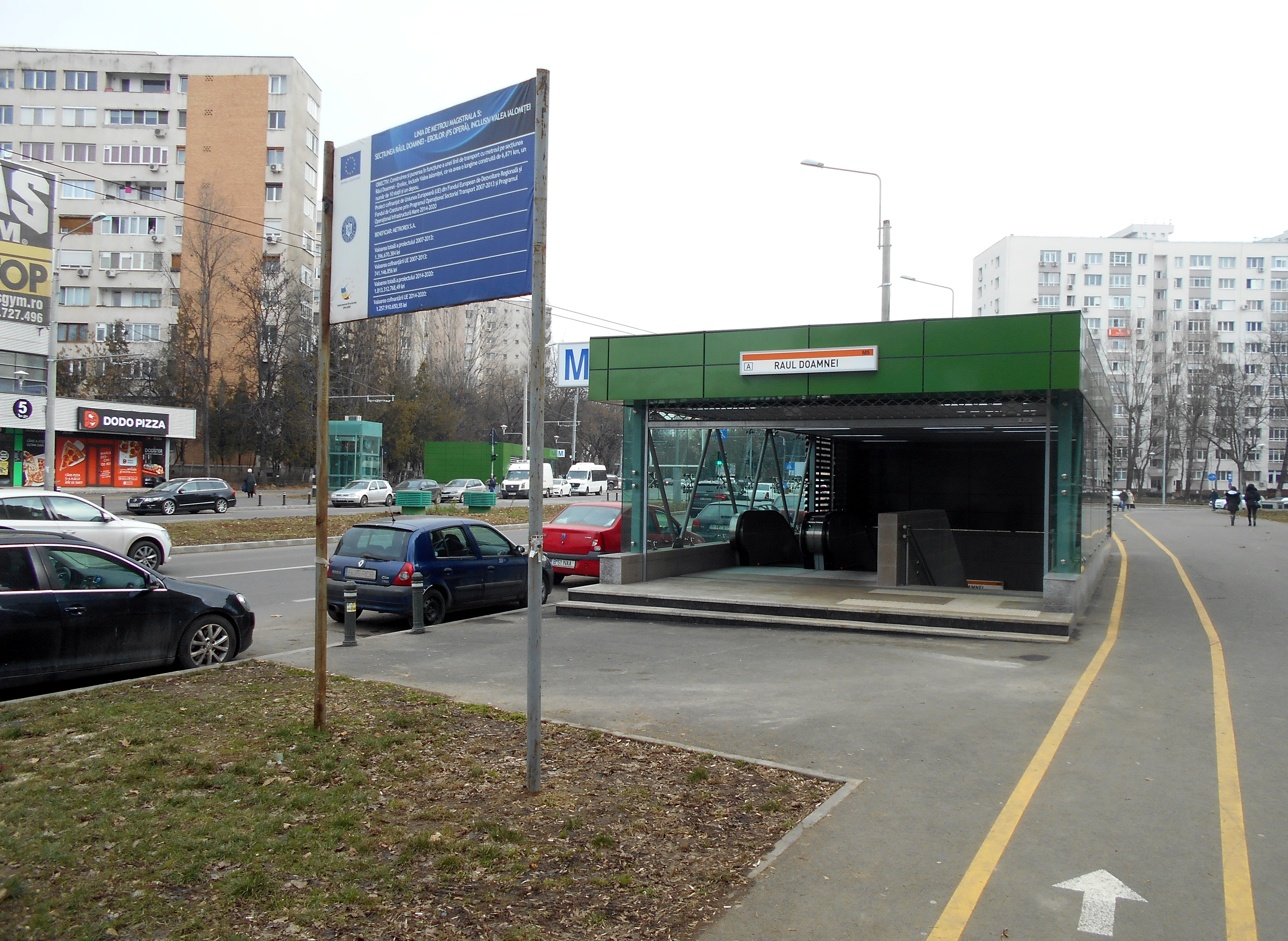
Stația Râul Doamnei, linia de metrou M5, București